# Saffian

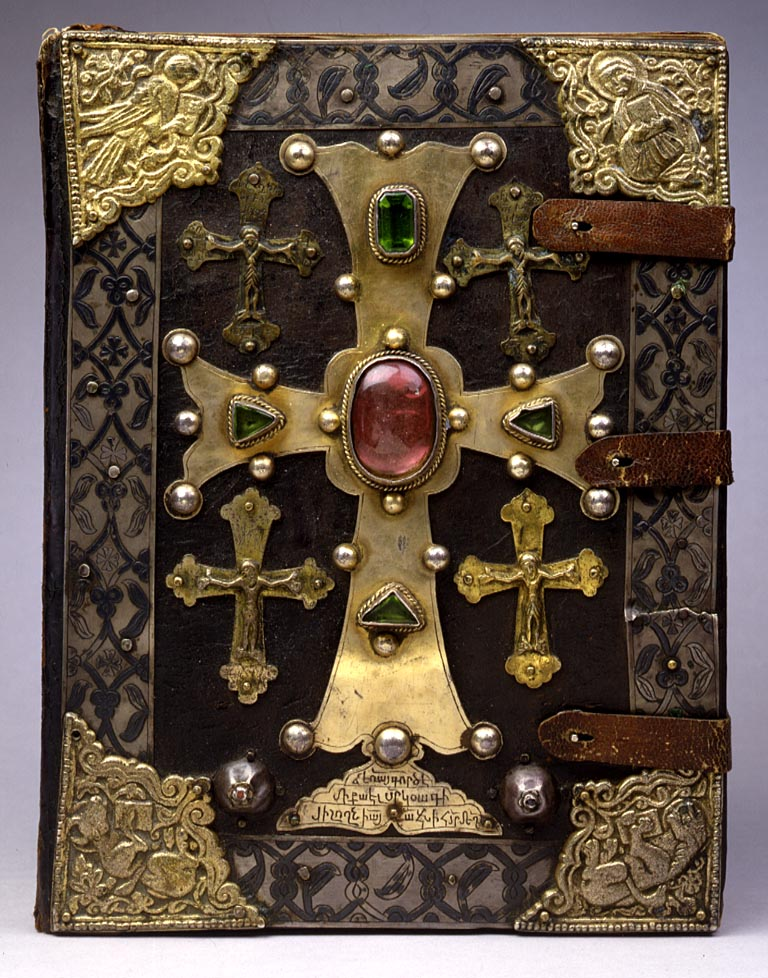
Eine armenische Bibel, einmal im Besitz von Toros Roslin, gebunden in Saffianleder

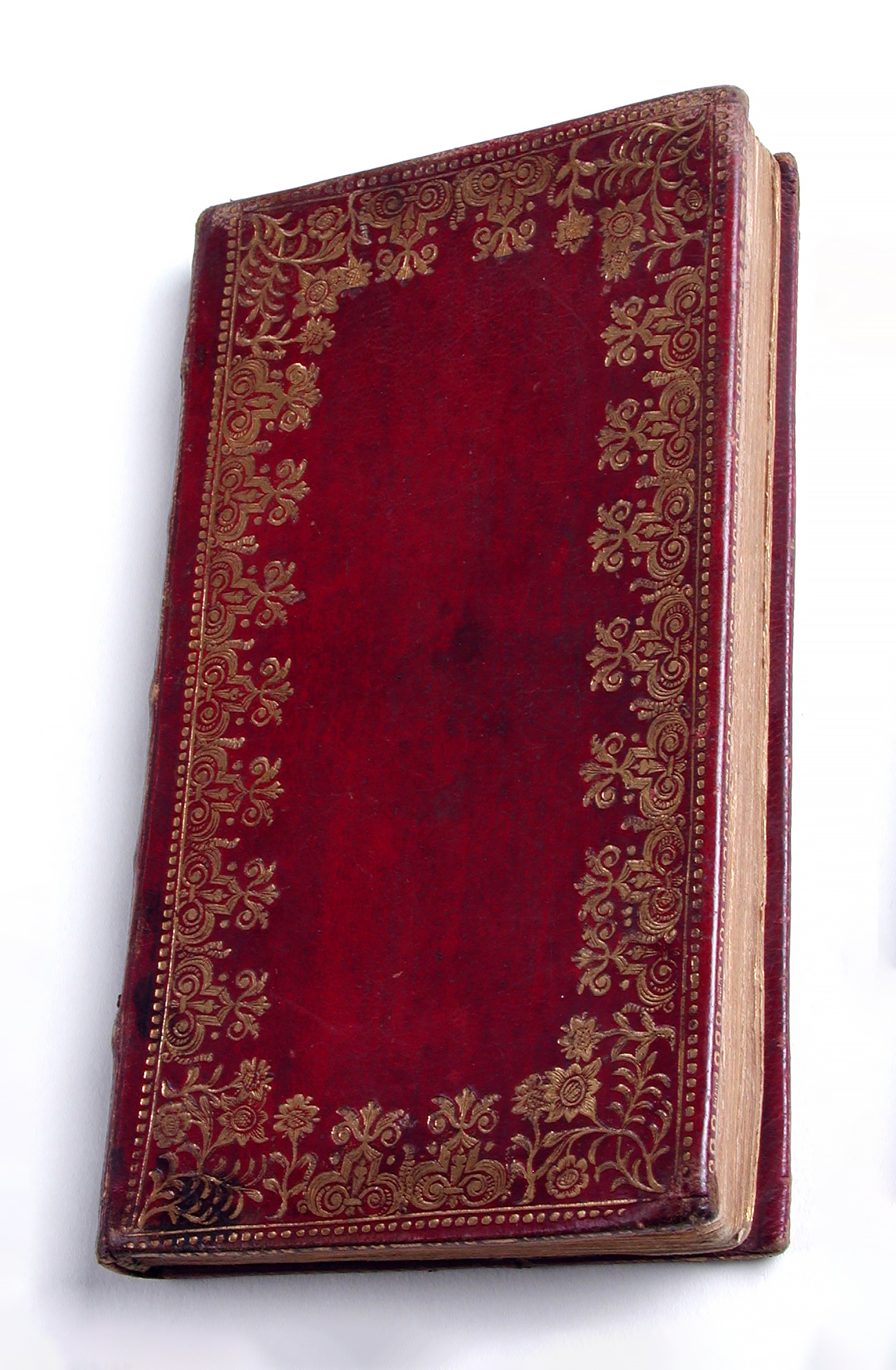
Maroquin-Einband mit Goldprägung, 18. Jahrhundert. Focke-Museum Bremen.

Saffian, auch Marokkoleder oder Maroquin(-leder), ist ein nach der marokkanischen Stadt Safi benanntes sehr feines und weiches Leder.

## Herstellung
Saffianleder wird nach dem Verfahren der Lohgerberei aus dem Fell von Ziegen hergestellt und meist mit Sumach gegerbt. Es wird künstlich genarbt und einseitig gefärbt, jedoch nicht lackiert.
Unechtes Saffianleder wird aus dem gespaltenen Fell von Schafen hergestellt. Die Fabrikation gilt als arabische Erfindung. Im Jahr 1749 wurde die erste europäische Saffianfabrik im Elsass errichtet, und seit 1797 – mit der Gründung der Gerberei zu Choisy bei Paris – datiert der Aufschwung der französischen Saffiangerberei, die zu Anfang des 19. Jahrhunderts auch in Deutschland Eingang fand. In Idstein im Taunus entstand der wohl älteste und renommierteste, 1811 nach Mainz verlegte Betrieb Michel & Deninger schon 1798, indem Franz Xaver Deninger (1772–1849) in die Gerberfamilie Michel einheiratete und seine Kenntnisse der Saffiangerbung aus seiner Lehrzeit im Elsass (s. o.) und Aufenthalten in Ungarn in das gemeinsame Unternehmen einbrachte. Lange wurde Saffian im Orient vorproduziert (als so genanntes Meschinleder), nur gegerbt und getrocknet, und ging dann zur Nachbearbeitung nach Europa, wo es gefärbt, geglänzt und appretiert wurde. Zum Färben wandte man häufig Teerfarben an. In Deutschland wurde, insbesondere in Kirn, die Färberei und Zurichtung des indischen Saffians betrieben.
Zur Beschaffenheit des Leders schreibt das 1835 erschienene Damen Conversations Lexikon, das aus Marokko und der Türkei stammende Saffianleder sei „[…] auf einer Seite reisig, gerispelt, glänzend, wie mit Lack überzogen, auf der andern zwar rauh, doch sehr fein und weich, trocken und niemals fettig […]“.

## Verwendung
Saffianleder wurde insbesondere für feines Schuhwerk, Portefeuilleartikel und Buchbinderwaren verarbeitet.

## Saffianstiefel
Die Bezeichnung „Saffianstiefel“ stammt aus dem Roman von Denis Diderot La Religieuse (1750) und bezeichnet dort herausgeputzte Personen, die mit Stiefeln aus Saffian bekleidet waren und die man nach heutigen Vorstellungen als Gigolo bezeichnen könnte.